# Eberhard III de Württemberg
Eberhard III de Württemberg (alemany: Eberhard III. von Württemberg)  (Stuttgart, 16 de desembre de 1614 (Julià) - Stuttgart, 2 de juliol de 1674 (Julià)) Era fill del duc Joan Frederic I (1582-1628) i de Bàrbara Sofia de Brandenburg (1584-1636).
Eberhard va esdevenir duc de Württemberg el 1628 durant la Guerra dels Trenta Anys, en morir el seu pare, quan tenia només catorze anys. Aleshores, va ser posat sota la tutela de la seva mare i del seu oncle Lluís Frederic de Württemberg primer, i després de Juli Frederic de Württemberg. Arran de l'Edicte de Restitució promulgat per l'emperador Ferran II del Sacre Imperi Romanogermànic, el 6 de març de 1629, el ducat de Württemberg havia perdut prop d'un terç del seu territori. Totes les propietats de l'església que s'havien secularitzat després de la Pau de Passau de 1552 van haver de ser restituïdes.
Com a tutor i regent del ducat Juli Frederic va participar en la Guerra dels Trenta Anys al costat dels suecs en la batalla de Lützen el 16 de novembre de 1632. El seu objectiu era alliberar el territori del ducat ocupat per tropes enemigues i recuperar els béns que li havien estat usurpats. Malgrat l'èxit militar, hi hagué la sospita que podia estar actuant per un interès personal, de manera que li va ser retirada la tutela.
En ser declarat major d'edat, Eberhard es va convertir en cap de govern amb l'assistència del canceller Jakob Löffler el 8 de maig de 1633. Va entrar a formar part de la Lliga de Heilbronn, fundada pel canceller suec Axel Oxenstierna i va participar en la consolidació dels cercles protestants de Franconia de Suàbia i del Rin. Les seves tropes es trobaven a Württemberg quan va patir una severa derrota en la batalla de Nördlingen el 6 de setembre de 1634. Württemberg va ser saquejada i després cremada, i Eberhard va haver d'exiliar-se a Estrasburg. Després de llargues negociacions amb l'emperador Ferran III del Sacre Imperi Romanogermànic, retornà a Württemberg el 20 d'octubre de 1638.
Durant les negociacions que van concloure amb el Tractat de Westfàlia el 1648, l'ambaixador de Württemberg Johann Konrad Varnbüler va negociar un retorn del Ducat a les seves antigues fronteres. Württemberg s'havia despoblat durant la guerra per la pobresa, la fam i les epidèmies de pesta: la població s'havia reduït dels 350.000 habitants el 1618 als 120.000 el 1648. La reconstrucció de les estructures econòmiques i administratives del ducat, per tant, van ser la tasca més important de la postguerra.

## Matrimoni i fills
El 26 de febrer de 1637 es va casar a Estrasburg amb la comtessa del Rin Anna Caterina de Salm-Kyrburg (1614-1655), filla del comte Joan Casimir (1577-1671) i de Dorotea de Solms-Laubach (1579-1631).
El matrimoni va tenir catorze fills:
- Joan (1637-1659)
- Lluís (1638-1641)
- Cristià (1639-1640)
- Eberhard (1640-1641)
- Sofia Lluïsa (1642-1702), casada amb Cristià II de Brandenburg-Bayreuth (1644-1712) de la Casa de Hohenzollern.
- Dorotea (1643-1650)
- Cristina (1644-1674), casada amb Albert Ernest I d'Oettingen-Oettingen (1642-1683).
- Cristina Carlota (1645-1699), casada amb Jordi d'Ostfriesland.
- Guillem Lluís (1647-1677), casat amb Magdalena Sibil·la de Hessen-Darmstadt (652-1712).
- Anna (1648-1691)
- Carles (1650-1650)
- Eberhardina (1651-1683), casada amb Albert Ernest I d'Oettingen, després d'haver enviudat de la seva germana Cristina Frederica.
- Frederic Carles (1652-1698), casat amb Elionor Juliana de Brandenburg-Ansbach (1663-1724).
- Carles (1654-1689)

En morir la seva primera esposa, Eberhard es va tornar a casar amb Dorotea d'Oettingen (1636-1698), filla del comte Joaquim Ernest (1612-1658) i d'Anna Dorotea de Hohenlohe-Neuenstein (1621-1643). Amb aquest segon matrimoni va tenir deu fills:
- Jordi Frederic (1657-1685)
- Albert Cristià (1660-1663)
- Lluís (1661-1698)
- Joaquim Ernest (1662-1663)
- Felip Segismon (1663-1669)
- Carles Ferran (1667-1668)
- Joan Frederic (1669-1693)
- Sofia Carlota (1671-1717), casada amb Joan Jordi II de Saxònia-Eisenach.
- Eberhard (1672-1672)
- Emmanuel Eberhard (1674-1675)